# Hildegard Westerkamp
Hildegard Westerkamp (Osnabrück, 8 de abril de 1946) es una compositora, artista de radio, profesora y ecóloga de sonido canadiense de origen alemán.

## Biografía
Hildegard Westerkamp nació en Osnabrück, Alemania, el 8 de abril de 1946.
En 1972, se casó con el poeta y dramaturgo canadiense Norbert Ruebsaat y ha colaborado con él en varios proyectos.

### Educación musical
Estudió flauta y piano en el Conservatorio de Música de Friburgo, Alemania Occidental, de 1966 a 1968 y se mudó a Canadá en 1975. Recibió una Licenciatura en Música de la Universidad de Columbia Británica en 1972 y una Maestría en Artes de la Universidad Simon Fraser en 1988. Enseñó comunicación acústica en la Universidad Simon Fraser de 1982 a 1991.

### Carrera musical

#### 1973-1991
De 1973 a 1980, Westerkamp trabajó como investigadora asociada junto con R. Murray Schafer en el World Soundscape Project de la Universidad Simon Fraser. Este trabajo sirvió de fuente para el libro de Schafer The Tuning of the World. En 1974 comenzó a trabajar como productora y presentadora en CFRO (Radio Cooperativa de Vancouver). A través de su trabajo con Shafer y con la radio, desarrolló un profundo interés y preocupación por el ruido y el entorno acústico, lo que influyó mucho en su estilo de composición. Después de este tiempo, comenzó a experimentar con la grabación, el procesamiento y la mezcla de sonidos ambientales en el estudio de grabación.
Westerkamp participó en varios otros proyectos de investigación sobre el ruido, la ecología acústica y la música. De 1974 a 1975, fue investigadora del Proyecto de reducción de ruido de la Sociedad para la promoción de la conservación del medio ambiente en Vancouver. En 1982, fue investigadora del proyecto Women in Music en la Universidad Simon Fraser. También es miembro fundador del Foro Mundial de Ecología Acústica (WFAE por sus siglas en inglés). 
En la década de 1980, desarrolló un interés por la música presentada en vivo y en la creación de instalaciones y otros "entornos compuestos" (a veces en colaboración) para sitios específicos.

#### Después de 1991
Después de 1991, Westerkamp se dedicó más a componer, dar conferencias y escribir, diseminando sus composiciones e ideas en conciertos y conferencias. Fue editora de The Soundscape Newsletter desde 1991 a 1995 y se unió al comité editorial de Soundscape: The Journal of Acoustic Ecology, para el Foro Mundial de Ecología Acústica en 2000. 
También ha compuesto bandas sonoras para dramas de radio y películas, y su música ha sido presentada en películas de Gus Van Sant, incluyendo Elephant (2003) y Last Days (2005). Colaboró con Jesse Zubot en la partitura electrónica de Koneline (2016).

## Música
Muchas de sus composiciones tratan sobre el entorno acústico y, a menudo, incorpora la cinta magnética de audio junto con instrumentos o voces en vivo; combinando, manipulando y procesando sonidos ambientales. Ha sido influenciada por las obras de compositores como Pauline Oliveros, John Cage y Barry Truax, las cuales ha estudiado.

## Discografía
Grabaciones con las composiciones de Westerkamp, cronológicamente: 
- (1989) Kits Beach Soundwalk
- (1990) Anthology of Canadian Music:Electroacoustic music
- (1990) The Aerial 2
- (1990) Électro clips (empreintes DIGITALes, IMED 9004, rereleased 1996 as IMED 9604)
- (1994) Radio Rethink - art and sound transmission
- (1995) Der Verlust der Stille
- (1995) Klang Wege
- (1995) Transmissions From Broadcast Artists, Radius #4
- (1996) The Vancouver Soundscape
- (1996) Transformations (empreintes DIGITALes, IMED 9631)
- (1997) 1977-1997, 20 Jahre Osnabrücker Komponisten
- (1998) Harangue I (Earsay, ES 98001)
- (1998) Harangue II (Earsay, ES 98005)
- (1999) The Dreams of Gaia
- (2000) Radiant Dissonance
- (2002) Into India (Earsay, ES 02002)
- (2003) Musique inpirée et tirée du film Elephant
- (2003) S:on

## Lista de obras

### Composiciones
- Whisper Study (1975–79)
- Familie mit Pfiff (Theme and Variations) (1976)
- Fantasie for Horns I (1978)
- Fantasie for Horns II (1979)
- A Walk Through the City (1981)
- Attending to Sacred Matters (2002)
- Cool Drool (1983)
- His Master's Voice (1985)
- Harbour Symphony (1986)
- Cricket Voice (1987)
- Moments of Laughter (1988)
- Kits Beach Soundwalk (1989)
- Breathing Room (1990)
- École polytechnique (1990)
- Beneath the Forest Floor (1992)
- India Sound Journal (1993)
- Sensitive Chaos" (1995)
- Dhvani (1996)
- Talking Rain (1997)
- Gently Penetrating beneath the sounding surfaces of another place (1997)
- Into the Labyrinth (2000)
- Attending to Sacred Matters (2002)
- Like a Memory (2002)
- Breaking News (2002)
- Für Dich-For You (2005)

### Ambientes compuestos e instalaciones de sonido
- Cordillera (Música para el New Wilderness Festival, Western Front Gallery, Vancouver, febrero de 1980)
- Zone of Silence Story, con Norbert Ruebsaat (Zone of Silence Project, Museo de Quebec, diciembre de 1985-enero de 1986
- Coon Bay (1988)
- Türen der Wahrnehmung (Ars Electronica 1989, Linz, Austria, septiembre de 1989)
- Nada - An Experience in Sound, en colaboración con Savinder Anand, Mona Madan, y Veena Sharma (Mati Ghar, Indira Gandhi National Centre for the Arts Janpath, Nueva Delhi, India, 10-25 de diciembre de 1998)
- At the Edge of Wilderness, en colaboración con el fotógrafo Florence Debeugny (Industrial Ear, Vancouver,  8-16 de septiembre de 2000; Whyte Museum, Banff, 11 de octubre de 2002-19 de enero de 2003; Victoria College of the Arts, Melbourne, 19–27 de marzo de 2003)
- Soniferous Garden, rev. of Part 4 of Nada (Engine 27, Nueva York, 7-15 de noviembre de 2000; Sound Practice [primera UKISC Conference on Sound Culture and Environments], Dartington College of Arts, Reino Unido, febrero de 2001; CCNOA, Brussels, 2-9 de febrero de 2003; x-tract Sculpture Musicale, Podewil, Berlin, 1-12 de abril de 2003)